# J. Eilles

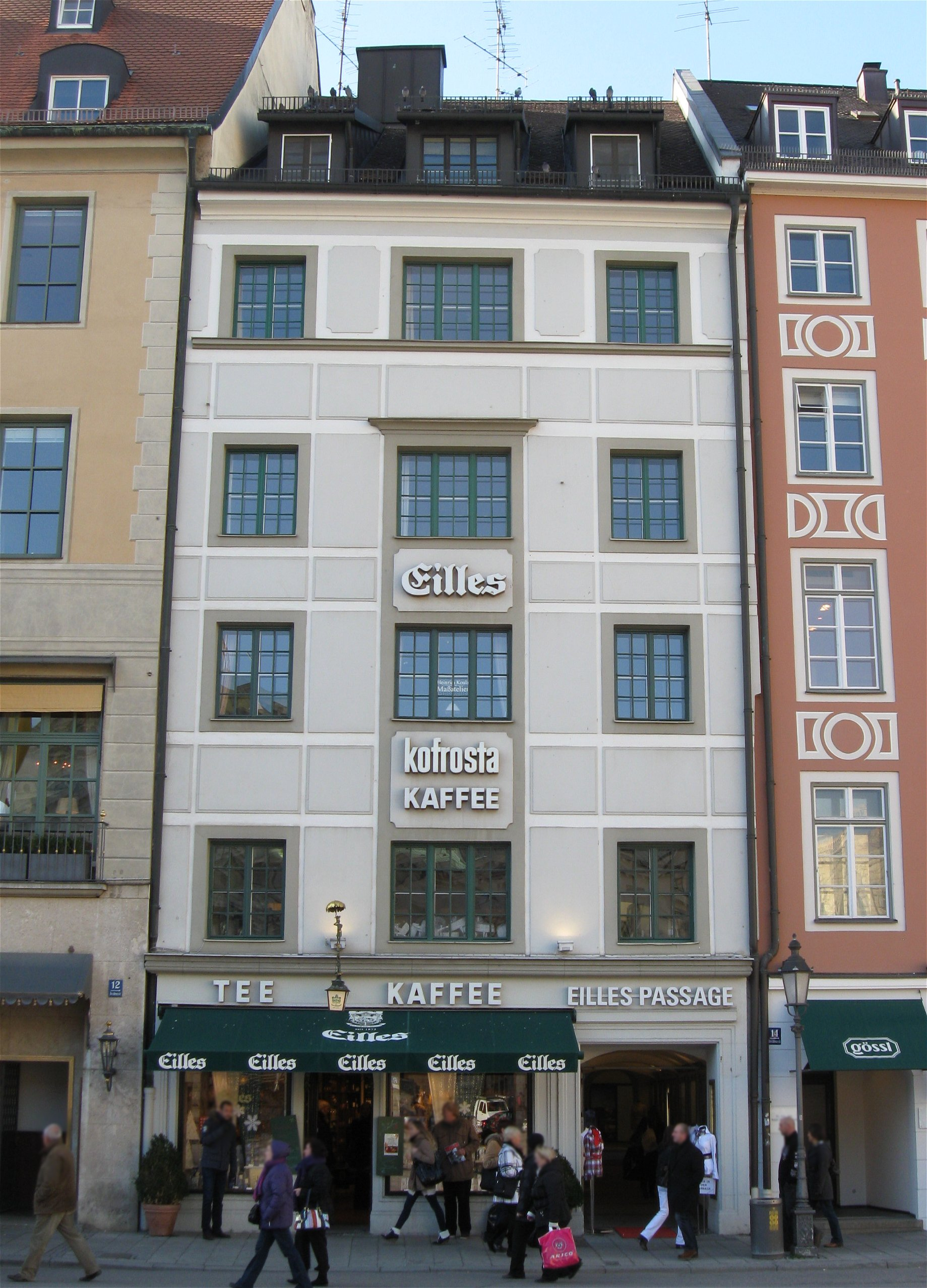
Das Eilles-Haus an der Residenzstraße 13 in München (2012)

Die Firma J. Eilles ist eine bayerische Kaffee- und Teehandlung, die 1873 gegründet wurde. Der Markenname und die Filialen gehören heute zu J. J. Darboven.

## Firmengründer
Firmengründer und Namensgeber war Joseph Eilles (10. März 1845 – 7. Februar 1889), der im Dezember 1874 das erste Spezialitätenhaus für Kaffee, Tee, Wein und Confiserie am Karlsplatz 3 eröffnete. Er schrieb sich selbst meist „Josef“, wohl, um sich von seinem Vater, dem Bäckermeister Joseph Eilles (1809–1881) zu unterscheiden. Ab dem 11. Februar 1878 wirbt J. Eilles für seine Verkaufsstelle in der Münchner Residenzstraße 13, gegenüber des königlichen Hoftheaters, der heutigen Oper. Er konnte sich rasch etablieren, zu seinen Kunden zählte der Adel und der Hof. Schon bald wurde er von König Ludwig II. zum königlich bayerischen Hoflieferanten ernannt. Ab 1878 erscheint Josef Eilles im Adressbuch der Stadt München als Eigentümer des Hauses in der Residenzstraße 13. 1872 heiratet J. Eilles Franziska (Fanny), geb. Ostermaier, die Tochter des Kaufmanns August Ostermaier vom Promenadeplatz 12 in München. Das Paar hatte eine Tochter Maria. Beerdigt ist J. Eilles am Alten Südfriedhof in München.

## Firma J. Eilles nach 1889
Der Geschäftsinhaber Josef Eilles starb am 7. Februar 1889. Seine Tochter und Erbin verkaufte die Firma J. Eilles und den Stammsitz in der Residenzstraße 13 an den Münchner Kaufmann Karl Riederer, der diese Firma ab dem 1. April 1889 weiterführte. In mehreren Generationen erweiterte die Familie Riederer das Filialgeschäft der Firma Eilles.
1987 wurde die Firma Eilles mit ihren 50 eigenen Fachgeschäften von J. J. Darboven aus Hamburg übernommen; Eilles wurde aber als eigenständige Marke weitergeführt.
2016 kaufte Arko die 35 Eilles-Fachgeschäfte im süddeutschen Raum von J. J. Darboven unter Beibehaltung des Namens. Gleichzeitig wurde die Rösterei in Wahlstedt an Darboven abgegeben. Das Unternehmen gehört seitdem zur Deutschen Confiserie Holding (DCH). Anfang Februar 2024 meldeten Arko, Hussel und Eilles Insolvenz an.
Ab 1. Mai 2024 übernahm Viba die acht Eilles-Filialen, insgesamt 125 Filialen der drei Unternehmen. Die Marke gehört weiter J. J. Darboven.